# Oberea densepunctata
Oberea densepunctata là một loài bọ cánh cứng trong họ Cerambycidae.